# تالميت (إذا أكوان)
تالميت هو دُوَّار يقع بجماعة سيدي بوسحاب، إقليم شتوكة آيت باها، جهة سوس ماسة في المملكة المغربية. ينتمي الدوّار لمشيخة إذا أكوان التي تضم 38 دوار. يقدر عدد سكانه بـ 51 نسمة حسب الإحصاء الرسمي للسكان والسكنى لسنة 2004.

## روابط خارجية
- البوابة الوطنية للجماعات الترابية نسخة محفوظة 12 مارس 2018 على موقع واي باك مشين.
- المندوبية السامية للتخطيط